# European Public Assessment Report
Der European Public Assessment Report (EPAR; engl. für Europäischer Öffentlicher Beurteilungsbericht) ist ein Dokument der europäischen Arzneimittelagentur EMA, in dem  der Ausschuss für Humanarzneimittel (CHMP) oder der Ausschuss für Veterinärarzneimittel (CVMP) die Öffentlichkeit detailliert über die behördliche Bewertung eines neuen Arzneimittels bzw. Tierarzneimittels informiert.

## Konzept
Der European Public Assessment Report wird von der Europäischen Arzneimittelagentur EMA für jedes für ein zentrales Zulassungsverfahren eingereichtes Arzneimittel für die Human- oder Veterinärmedizin erstellt und veröffentlicht. Kernstück ist die wissenschaftliche Diskussion, in welcher das Nutzen-Risiko-Verhältnis umfassend abgewogen wird. Sie schließt mit einer positiven oder negativen Empfehlung (positive/negative opinion) des Ausschusses, auf die sich die Erteilung oder Ablehnung der Arzneimittelzulassung durch die Europäische Kommission gründet.
Die Veröffentlichung des Berichts erfolgt auf Grundlage des  Artikels 13(3) der Verordnung (EG) Nr. 726/2004.

## Inhalt und Format
Der European Public Assessment Report setzt sich aus mehreren Teilen zusammen. So sind regulatorische Dokumente enthalten. Vertrauliche Informationen (wie z. B. Informationen über die Herstellung des Produktes), welche während der Evaluierung der Behörde durch das Pharmaunternehmen zur Verfügung gestellt werden, werden im Bericht jedoch nicht angeführt. Der Bericht wird laufend aktualisiert, um der Öffentlichkeit bedeutsame Änderungen am Medikament aktuell zugänglich zu machen.
Der Bericht besteht aus folgenden Teilen:
- Zusammenfassung des EPAR für die Öffentlichkeit
- Details über die Arzneimittelzulassung: Einsatzgebiet in der Therapie, Internationaler Freiname, Zeitpunkt der Zulassung, Inhaber der Zulassung
- Produktinformationen: Zusammenfassung der Merkmale des Arzneimittels, Packungsbeilage sowie Auflistung aller Präsentationsformen (Darreichungsformen, Wirkstärken, Packungsgrößen)
- Bewertungshistorie mit einer ausführlichen wissenschaftlichen Diskussion. Außer der initialen wissenschaftlichen Beurteilung werden alle folgenden Beurteilungen zum Arzneimittel, die sich etwa aus vom Antragsteller eingebrachten Änderungen am Arzneimittel oder aus neuen Erkenntnissen zum Nutzen-Risiko-Verhältnis ergeben, veröffentlicht.

## Veröffentlichung
Teile des EPAR wie die Zusammenfassung für die Öffentlichkeit, Produktinformationen, Beipackzettel sowie eine Auflistung aller Präsentationsformen werden in allen offiziellen Sprachen der Europäischen Union veröffentlicht. Der öffentliche Bewertungsbericht wird nur in englischer Sprache veröffentlicht.